# Casiano Chavarría
Casiano José Chavarria (La Paz, Bolivia 3 de agosto de 1901) fue un futbolista boliviano que jugaba como defensor. Fue parte de la Selección Boliviana que participó en la Copa Mundial de Fútbol de 1930.

## Trayectoria
Jugó en Calavera La Paz	desde 1925 hasta 1929 y posteriormente en The Strongest.

## Selección nacional
Durante su carrera ha participado en el Campeonato Sudamericano 1926 y 1927, e hizo dos apariciones para el equipo nacional de Bolivia en la Copa Mundial de la FIFA 1930.

### Participaciones en laCopa Mundial de Fútbol
| Torneo               | Sede    | Resultado    | Partidos | Goles |
| -------------------- | ------- | ------------ | -------- | ----- |
| Copa Mundial de 1930 | Uruguay | Primera fase | 2        | 0     |

### Participaciones enCopa América
| Edición                      | Sede  | Resultado | Partidos | Goles |
| ---------------------------- | ----- | --------- | -------- | ----- |
| Campeonato Sudamericano 1926 | Chile | 5°        | 3        | 0     |
| Campeonato Sudamericano 1927 | Perú  | 4°        | 3        | 0     |

## Clubes
| Club            | País    | Periodo   |
| --------------- | ------- | --------- |
| Calavera La Paz | Bolivia | 1925-1929 |
| The Strongest   | Bolivia | 1930-1931 |